# Латеральная меристема
Латера́льная меристе́ма — группа меристематических (образовательных) клеток, располагающихся параллельно боковой поверхности того органа, в котором они находятся.
| Латеральные меристемы (перицикл, прокамбий и камбий, феллоген) располагаются параллельно боковой поверхности того органа, в котором они находятся, и образуют концентрические слои недифференцированных клеток. Первичные латеральные меристемы  прокамбий и перицикл  возникают в процессе эмбриогенеза, вторичные  камбий и феллоген  в процессе постэмбрионального развития. Перицикл  наиболее плюрипотентная меристема растения  может давать начало другим разнообразным типам меристем: латеральным меристемам (камбию, феллогену), апикальным меристемам боковых корней, а также меристемам побегов при регенерации in vitro. Прокамбий и закладывающийся из него камбий дают начало проводящим тканям стебля и корня, обеспечивая их рост утолщением. В обзоре рассматривается генетический контроль развития латеральных меристем и роль фитогормонов в контроле их активности. |

## Расположение и возникновение
В стеблях, корнях (так называемых осевых органах) латеральные меристемы располагаются цилиндрическими слоями, имеющими вид колец на поперечных срезах. Одни из боковых меристем возникают непосредственно под апексами и являются производными апикальных меристем. К ним относятся прокамбий и перицикл, они являются первичными меристемами. Другие боковые меристемы возникают позже, в процессе дальнейшей дифференциации первичной меристемы (камбий из прокамбия), либо из клеток постоянной ткани в процессе их дедифференциации, то есть упрощения структуры и приобретения свойства меристемы (феллоген). Такие меристемы называют вторичными. Часто (например, у многих однодольных растений) вторичные меристемы отсутствуют, и тогда всё тело растения образуется из одних лишь первичных меристем.
Молодые ткани формируются из апикальных меристем, как правило, акропетально, то есть их развитие идёт от основания органа к верхушке. Акропетальное развитие яснее выражено в корнях; в побегах же оно часто нарушается вследствие деятельности вставочных меристем.